# Friz
Friz je u arhitekturi široki centralni dio entablature i može biti ravan ili — u jonskom ili korintskom redu — dekoriran bareljefima. Na zidu bez stila leži na arhitravu ('glavna greda') i pokriven je štukaterijom ili karnišom.
U interijerima, friz sobe je dio zida iznad trake oličenja i ispod krunske štukaterije ili karniše. U širem smislu, friz je duga linija oslikane, skulpturirane ili čak kaligrafske dekoracije u takvom položaju da se nalazi iznad razine oka. Dekorativni friz može oslikavati scene u sekvenciji diskretnih panela. Materijal od kojeg se radi friz može biti štukaterija, rezbareno drvo ili drugo dekorativno sredstvo.
U primjeru arhitekturnog friza na fasadi zgrade, osmerokutni Toranj Vjetrova na rimskoj agori u Ateni nosi na svom frizu reljefne skulpture osam vjetrova.
Pulviniran friz (ili pulvino) je konveksan u odjeljcima. Takvi su frizovi bili obilježje sjevernog manirizma u 16. stoljeću, posebice kod supsidijarnih (pomoćnih) frizova koji su se često primjenjivali u arhitekturi interijera i u pokućstvu.
Ovaj koncept je generaliziran u matematičkoj konstrukciji friznog obrasca.